# Antonio Graves
Antonio Dapries Graves (Mansfield, 17 aprile 1985) è un ex cestista statunitense.

## Carriera
Durante la sua carriera universitaria milita nei Pittsburgh Panthers. Decide di rimanere negli Stati Uniti per cominciare la sua carriera a livello professionistico con i Pittsburgh Xplosion.
L'anno successivo milita nel Pau-Orthez, nella massima serie francese, dove realizza 20,4 punti a partita
Nella stagione 2008-09 viene messo sotto contratto dal Galatasaray, con cui mette a segno 15,4 punti a partita.
Milita successivamente nel Cibona Zagabria, Hapoel Holon, Bandirma Banvit e in seguito ad un infortunio che lo blocca non trova posto in Europa per la stagione 2011-12.
Il Pistoia Basket 2000 lo mette sotto contratto garantendosi le sue prestazioni sportive per la stagione sportiva 2012-13.
Con il Pistoia Basket 2000 raggiunge i play-off di Legadue dove passa agevolmente prima alla semifinale battendo lo Scafati Basket per 3-1 ed in seguito in finale battendo sempre per 3-1 la Junior Libertas Pallacanestro. Dopo una finale combattuta Graves riesce a conquistare la promozione in Serie A dopo 5 gare, nell'ultima partita realizza 17 punti fondamentali per la promozione.